# Záhon (jednotka)
Záhon je stará česká jednotka plochy. Je doložena již od středověku např. ze zemských desk nebo z doby krále Přemysla Otakara II. Její faktická velikost ale není přesně známa, je pouze odhadována.

## Možné alternativní hodnoty
- jeden záhon = (6 brázd + 1 rozhor) na šířku a délka byla rovna 1 honu = 394 metrů čtverečních.
- 7 brázd na šířku, 1 hon na délku
- 8 brázd na šířku, 1 hon na délku
- existuje i kopa záhonů, tedy 60 záhonů, které odpovídaly 1/4 honu = 2,364 ha

## Použitý zdroj
- Malý slovník jednotek měření, vydalo nakladatelství Mladá fronta v roce 1982, katalogové číslo 23-065-82